# Kanton Seclin-Nord
Kanton Seclin-Nord (francouzsky Canton de Seclin-Nord) je francouzský kanton v departementu Nord v regionu Nord-Pas-de-Calais. Tvoří ho sedm obcí.

## Obce kantonu
- Houplin-Ancoisne
- Lesquin
- Noyelles-lès-Seclin
- Seclin (severní část)
- Templemars
- Vendeville
- Wattignies